# ディズニーランダゼイション

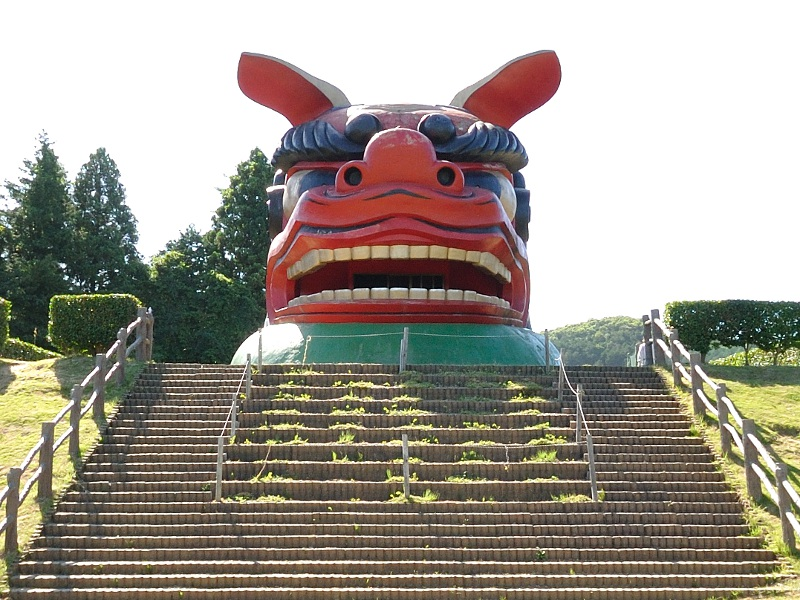
常陸風土記の丘の展望台

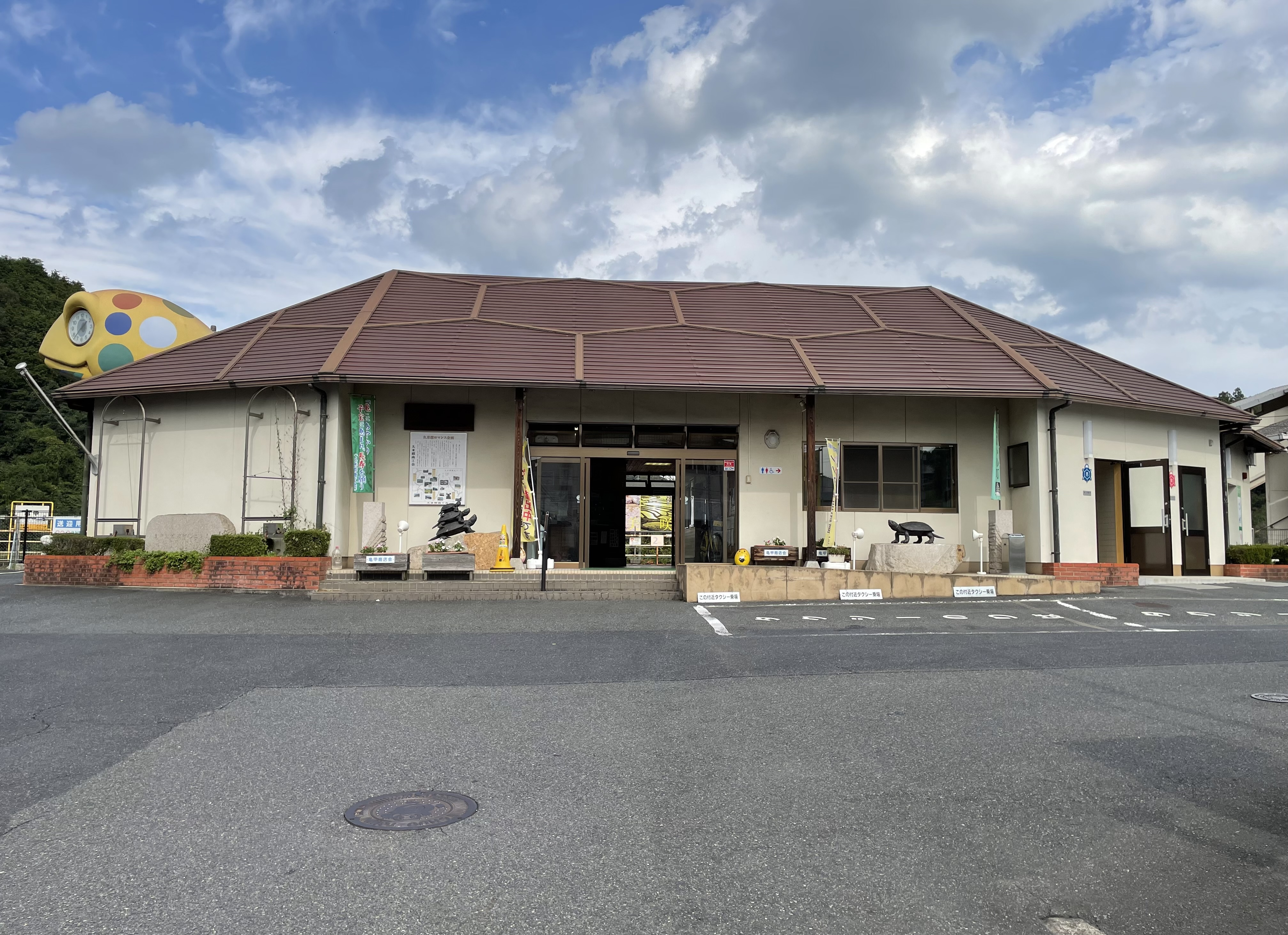
亀甲駅

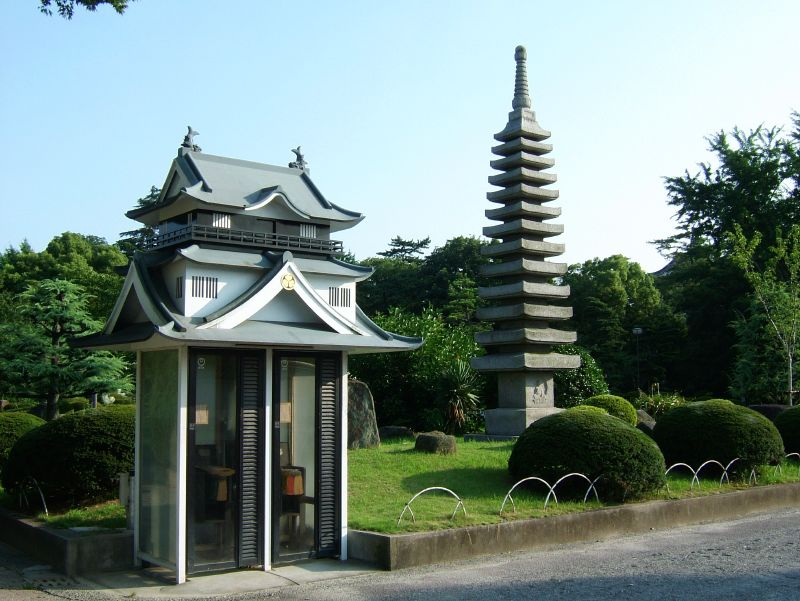
岡崎公園の電話ボックス

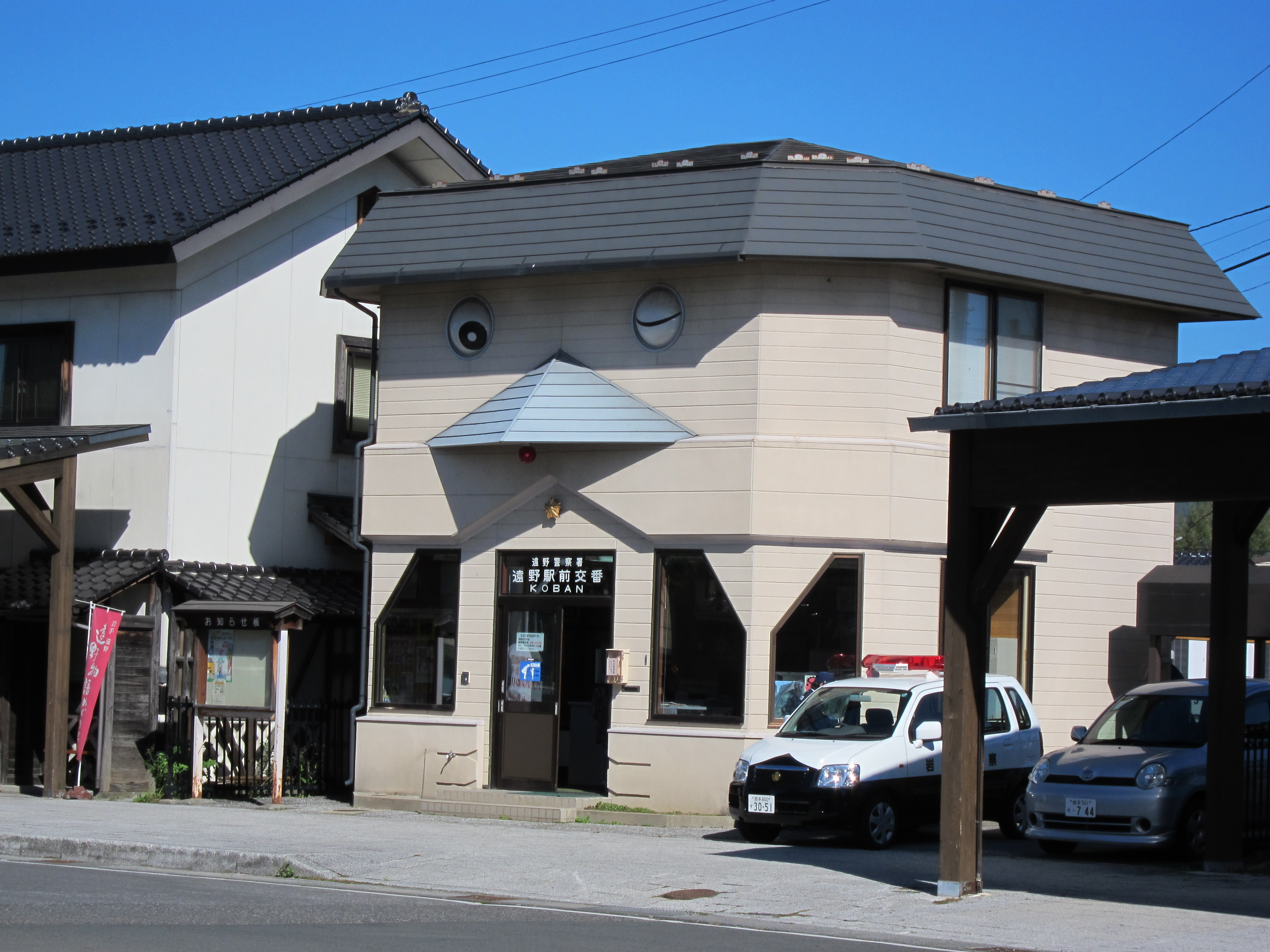
遠野駅前交番

ディズニーランダゼイション (Disneylandazation) は、中川理が著書で定義した、地域性と称してさまざまなモチーフの直喩的引用による屋外造形物をあらわす用語。これらは、周辺環境から遊離してしまったものが多く、デザイナーとしてのプロフェッショナルな仕事からみると素人がやってしまう安易なデザインであるとみられる。事例として、カエルの形をした橋や上にフグなどが乗っているまたはタヌキなど動物型の公衆電話、といった動物やくだもの、乗り物など特に子供むけの素材をモチーフそのままで作られた公共事業でのものをさしている。
片桐 (2008) は、類似の意味で呼ばれる言葉として「マクドナルド化」、「エクゾポリスおよびテクノバーブ」、「ファスト風土」、「ショートケーキハウス」などを挙げている。
なお、平野（2007) はディズニーランドの世界を模倣し設計されるという現象をディズニーランダゼイションとしているが、むしろ実際の「ディズニー化」を表す言葉には、「ディズニーゼーション」(Disneyization)「ディズニファイ」(Disneyfy) が使用されている。

## 概要
これらのものの多くは、対象地域の特産品や歴史的資産など地域シンボルを直接的に引用して形態化したデザインが多く、できあがったものはマンガチックに表現されているようにみえる。特に建設領域において創作される構造物で、普遍的な機能美や構造美といったものに対して地域性を生かしたデザインを要求すると、突然安易な意味性の添付を発生させた。これらは景観に配慮すべき河川のコンクリート護岸や水門のゲート、トンネル抗口に描かれる絵とともに、バブル期以降各方面で問題視され、識者等からさまざまな批判がなされた。例えば進士 (2013) は「農業土木において、いろいろ配慮して景観対策と称して、農業用水のポンプ場を天守や櫓やぐらの形にしているのを私は何ヵ所かで見ました。近くに城があったのかも知れませんが、ポンプ小屋の細いピアの上の城閣風建物は不安定だし、川の堰上に城が突然出てきても、墨俣の一夜城ではあるまいしやりすぎだと、思います。」と述べている。また、公共の役所や学校などの大きな建物、公衆電話ボックスやトイレなどではファンタジックな建築を多く生み出す。
中川の著書では、研究対象の中で警察の交番に採用されるデザインなどを取り上げている。こうした建築作品の場合は80年代に台頭し、これまでの機能的でシンプルかつ理知的な建築より、もっと親しみやすい建築として生まれ、そうして制作され設置されるものに付与された親しみや地域性が、その場の景観条件に対して必然性はなく採用されていることが違和感につながっていること、そして自治体等の公共団体が景観の整備において、地域性の具象モチーフの直接的引用は、税金を用いる公共事業に対し平易な説明理由であるほか、事業担当者の実績顕在化手段として普及し、ファンシーやファンタジックな物語から引用する象徴的形態をもちいるスタイルを結果として教条化させたこと、景観に対する無責任な現象として説明のつかない美観に対する配慮を納税者にわかりやすい理由付けを行おうとしたことに端を発しているとしている。
片桐 (2006) は、この場合の「わかりやすさ」は各人に内在している風土や文化に由来する形態ではなく、その外に存在している基準であるとし、他方公共事業におけるインフラストラクチャー整備は科学技術に基礎を置いており、必然的に暗黙の認識領域である「風土」｢文化｣など、言葉で説明される以前のイメージを扱いにくいため、この両者は言葉で説明される以前のイメージの段階で「分断」しているという。
ただし、中川はこうした現象事態に対し倫理的に非難や問題視をしているのではなく、むしろその心情や取り組みを評価していて、方向性志向性がどこか間違っているという指摘をしている。

## おもな例

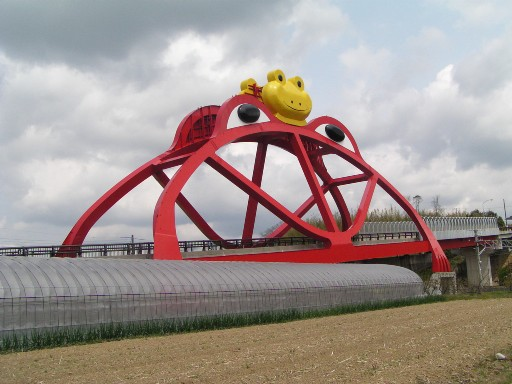
かえる橋（印南町）

一連の変り種交番、マスクメロン型バス停、新幹線型トイレ、和歌山県印南町 のかえる橋、富山県小矢部市のメルヘン建築、長崎県諫早市くだものバス停、美咲町のJR亀甲駅駅舎（屋根部を六角形の甲羅に、亀の頭を屋根につけ、目の部分が時計になっている）、鳥取県溝口町の伝説を表現した鬼の顔をもした電話ボックスや公衆トイレなど。
なお、平野（2007) がディズニーランダゼイションとして｢リアリティーが演出されたものによって書き換えられ｣、｢大げさな演出による他文化の進出により既存する文化の存在が危険にさらされる「安易な演出」で本来の物語を喪失させる」問題が顕著に現れている例としてとりあげた、滋賀県高島町が採用した[近江高島駅前ガリバーメルヘン広場]は、平成5年度の手づくり郷土賞を受賞している (PDF) 。